# Hauset
Hauset est une section de la commune belge de Raeren située en Communauté germanophone et en Région wallonne dans la province de Liège. C'était une commune à part entière à partir de 1847 jusqu'à la fusion des communes de 1977.
Hauset est à 5 km d'Aix-la-Chapelle et compte près de 2.000 habitants.

## Évolution démographique
- Sources : INS, Rem. : 1930 jusqu'en 1970 = recensements, 1976 = nombre d'habitants au 31 décembre.